# Epischoenus complanatus
Epischoenus complanatus är en halvgräsart som beskrevs av Margaret Rutherford Bryan Levyns. Epischoenus complanatus ingår i släktet Epischoenus och familjen halvgräs. Inga underarter finns listade i Catalogue of Life.